# جحارة

تعديل مصدري - تعديل

 جحارة إحدى حارات مدينة قرية المركز بمحافظة إب، بلغ تعداد سكانها 724 نسمة حسب تعداد اليمن لعام 2004م.